# Astacilla longicornis
Astacilla longicornis là một loài chân đều trong họ Arcturidae. Loài này được Sowerby miêu tả khoa học năm 1806.